# Jan Zrzavý

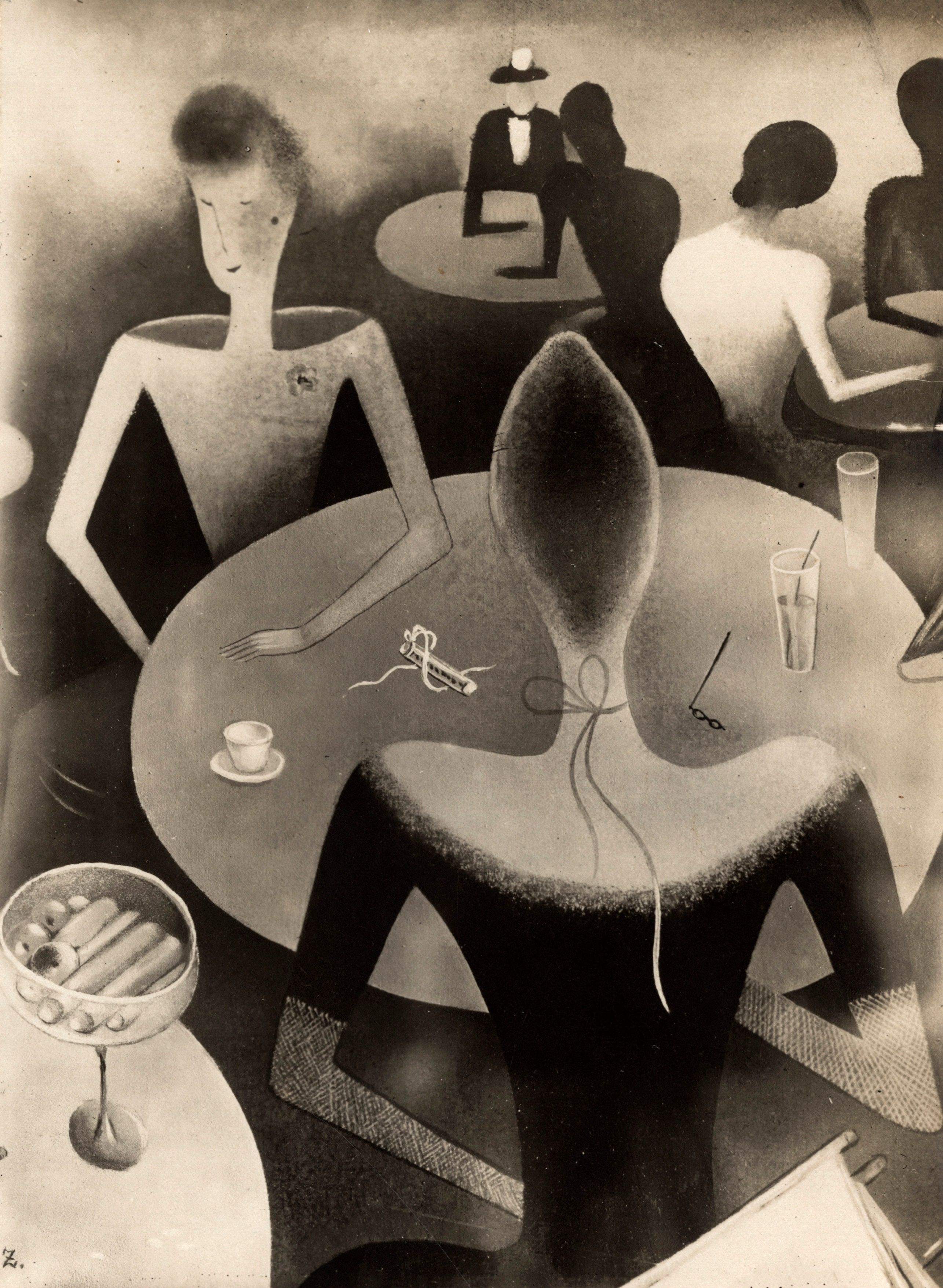
Jan Zrzavý Kavárna, olej na plátně 1923

Jan Zrzavý (5. listopadu 1890 Vadín, nyní Okrouhlice 56 – 12. října 1977 Praha) byl český malíř, grafik, ilustrátor, scénograf a příležitostný publicista, významná postava českého výtvarného umění, představitel avantgardy nastupující začátkem 20. století. Někdy bývá považován za představitele magického realismu.

## Život
Jan Zrzavý se narodil 5. 11. 1890 v budově nově postavené školy v Okrouhlici. Její budova na levém břehu Sázavy stála tehdy stranou vsi na pozemku, který spadal do katastru sousedního Vadína. Později byla katastrální hranice upravena, budova má dnes adresu Okrouhlice 59. Proto uváděl jako rodiště obě vsi.
Jan Zrzavý byl šestým dítětem řídícího učitele Jana Zrzavého a učitelky Vilemíny, rozené Kaizlové. Otcův rod pocházel z Krucemburku, kde je doložen od roku 1604. Matka se narodila v měšťanské rodině v Třeboni. Kromě pěti starších měl ještě dva mladší sourozence.
Učení Janovi příliš nešlo. Postupně vystřídal několik škol: gymnázium v Havlíčkově Brodě, měšťanskou školu v Kutné Hoře a v Přibyslavi, opět v Havlíčkově Brodě, v roce 1905 studoval na stavební průmyslovce v Brně. Zde vážně onemocněl, a neměl perspektivu dlouhého života, proto mu otec povolil studia malířství. V roce 1906 neuspěl u přijímacích zkoušek v Praze. Vstoupil tedy na soukromou malířskou školu Karla Reisnera, poté do školy Vladimíra (Františka) Županského a nakonec do ateliéru Františka Ženíška. Od roku 1907 studoval několik let na UMPRUM u profesora Dítěte. Byl ale po školním roce 1908–1909 vyloučen. Ještě se čtyřikrát neúspěšně pokusil dostat na pražskou Akademii, dále byl samouk. V roce 1924 navštívil Francii (Paříž, Bretaň) a až do roku 1939 se do ní opakovaně vracel.
V roce 1910 se stal členem sdružení Sursum. V letech 1912–1917 a 1919–1923 byl členem Spolku výtvarných umělců Mánes, od roku 1923 Umělecké besedy.
V roce 1931 realizoval svou první scénickou výpravu pro Národní divadlo v Praze (Mozart: Idomeneus, král krétský) a pokračoval spoluprací až do roku 1959. Jeho režijním partnerem byl především Ferdinand Pujman, režisér a dramaturg Opery Národního divadla, neboť scénografie J. Zrzavého byla věnována téměř výhradně hudebnímu divadlu. V letech 1947–1950 byl profesorem malby a kompozice na Katedře výtvarné výchovy Filozofické fakulty Univerzity Palackého v Olomouci.
V roce 1966 byl jmenován národním umělcem.
Je pochován na hřbitově u římskokatolického kostela v Krucemburku, pískovcový náhrobek, reliéfní kříž v půlkulaté desce, navrhl malíř sám. V Krucemburku se nachází Pamětní síň Jana Zrzavého.

### Adresy, pamětní desky a pomníky
- Okrouhlice 59 – budova školy, kde se Jan Zrzavý narodil, na budově je pamětní deska bustou a textem: V tomto domě se narodil dne 5.11.1890 Jan Zrzavý, český malíř 1890–1977.
- Havlíčkův Brod – gymnázium
- Kutná Hora – reálka
- 1903–1904 – Přibyslav – měšťanka
- Havlíčkův Brod – opětovně; měšťanka
- 1905: Brno – stavební průmyslovka
- 1907: Paříž
- Krucemburk
  - Trvale zde nebydlel, jezdil sem na prázdniny k dědečkovi z otcovy strany.
  - Pohřeb – místo svého posledního odpočinku nalezl na hřbitově u kostela sv. Mikuláše na náměstí Jana Zrzavého. Náhrobek sem byl přenesen z hrobu z Čáslavi spolu s ostatky jeho matky a bratra Boleslava. Návrh výtvarné podoby náhrobku je dílem umělce samotného.
  - Dne 8. června 2002 bylo na náměstí Jana Zrzavého 13 otevřeno informační centrum a pamětní síň Jana Zrzavého. Zde se návštěvníci dozví řadu zajímavých informací z umělcova života a o jeho vztahu ke Krucemburku.
  - Dne 19. června 2010 byla na budově městského úřadu odhalena pamětní deska s umělcovou bustou. Hlavní proslov tehdy pronesl historik umění profesor František Dvořák. Bustu vytvořil malířův přítel akademický sochař Bohumír Koubek, vznikla už rok před malířovou smrtí v roce 1976. Na pamětní desce je nápis: 1890–1977 Narodil jsem se v Okrouhlici, ale za svoje pravé rodiště pokládám Krucemburk. Jan Zrzavý
- 1914: Praha – Hradčany: Nový Svět 96/6. Zde měl svůj první pražský ateliér a také zde bydlel.[5]

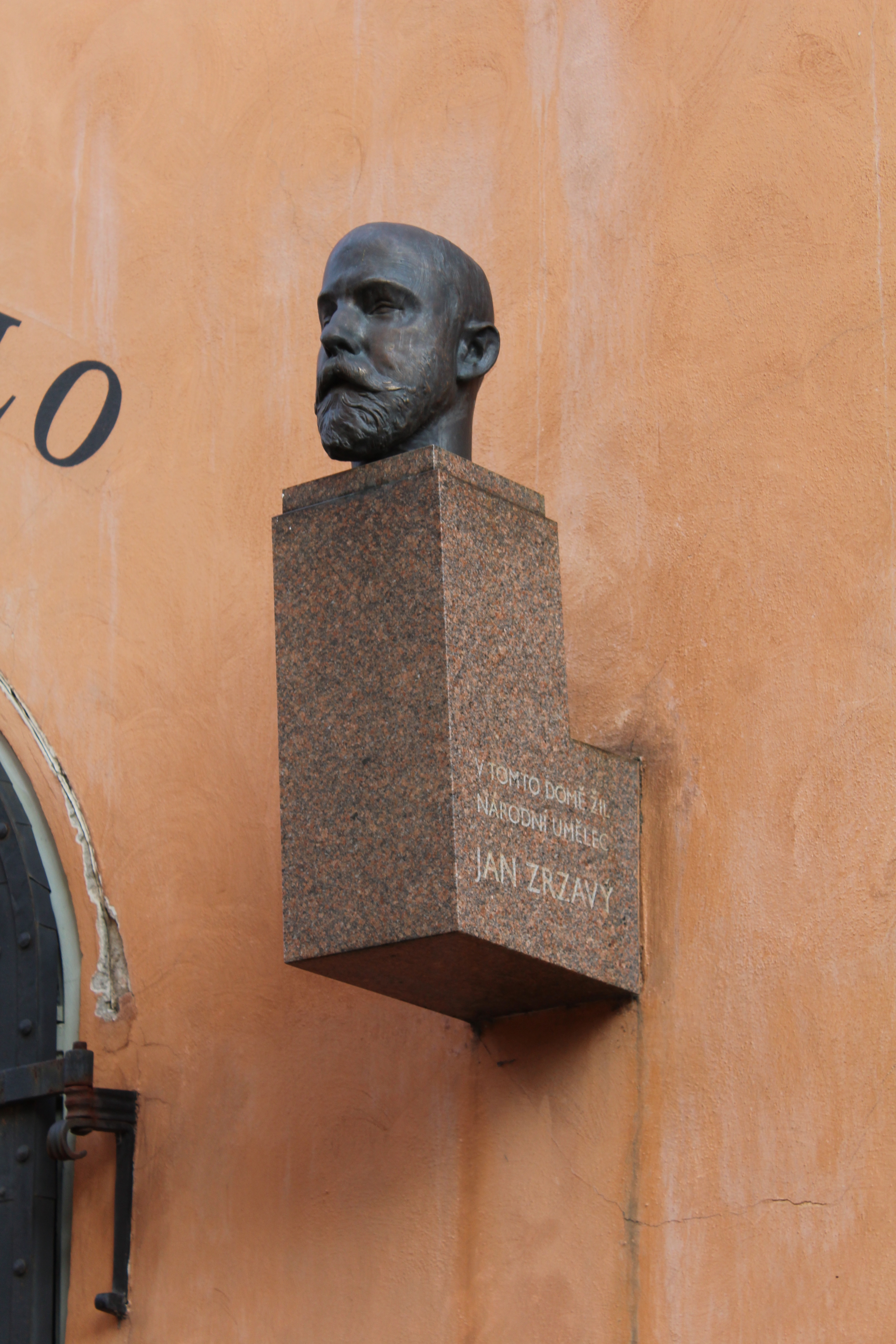
Pamětní deska Jana Zrzavého v Praze na adrese Zámecké schody 188/6

- Pamětní deska Jana Zrzavého v Praze na adrese Zámecké schody 188/61917 – ?: Praha – Malá Strana: dům U Nejsvětější Trojice (také U Kameníků), Šporkova čp. 320/10, byt ve třetím patře bez elektřiny. Byt se skládal z předsíňky s miniaturní kuchyňkou, ateliéru a zároveň obývacího pokoje a konečně úzké ložnice, která byla zároveň malířským skladištěm.[6]
- 1925: Bretaň
- 1928: Benátky
- 1942–1958: Vodňany, byt na okraji města s výhledem na kopec Hrad a Nový rybník. Jeho vzorem byl Julius Zeyer, který kdysi ve Vodňanech také bydlel.[7] V roce 2014 byla ve Vodňanech odhalena Zrzavého pamětní busta (autor: Richard Rudovský).[8]
- Praha – Bubeneč, novostavba - atelierový byt, Českomalínská 15, 3.patro
- 1959–1977: Praha – Malá Strana: dům U Pelikána, Zámecké schody čp. 188/6. Na budově je kamenný podstavec (s textem V tomto domě žil národní umělec Jan Zrzavý) a na něm busta malíře. Původní busta byla osazena v roce 1989 (autoři profesor Jan Simota a architekt Bedřich Hanák), ale v 90. letech zmizela. Byla však nahrazena novým dílem v pozměněné podobě.
- 1959–1977: Okrouhlice č. 49 – budova pošty. Na budově je pamětní deska V podkroví tohoto domu měl v letech 1959–1977 ateliér malíř Jan Zrzavý.

## Dílo

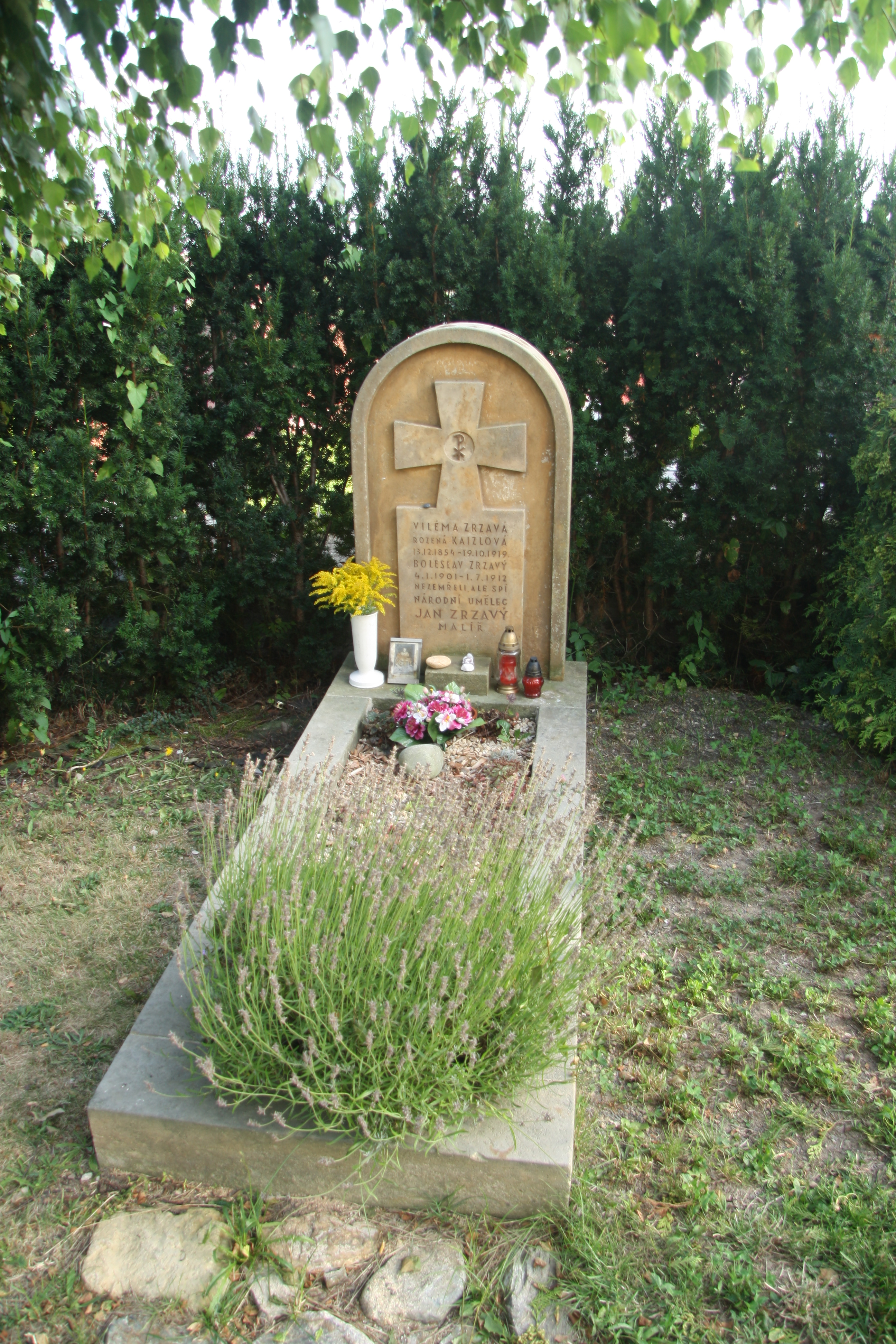
Hrob Jana Zrzavého u kostela sv. Mikuláše v Krucemburku, okr. Havlíčkův Brod.

Často ho motivovaly pozoruhodné krajiny – cizí (Francie, Itálie, Řecko) i domácí (Vodňany, Okrouhlice, Praha). Své náměty často opakoval.

### Díla
- Zátiší s jablky (1907)
- Údolí smutku (1908) – namalováno olejem na radu Jana Preislera
- Vlastní podobizna (1908–1909)
- Veselé poutnice (1909)
- Andělská návštěva (1911)
- Spící hoch (1912)
- Melancholie I (1912)
- Kázání na hoře (1912)
- Kleopatra I (1912) – kresba uhlem
- Podobizna Adolfa Gärtnera (1913)
- Zátiší s konvalinkami (1913)
- Krasavec (1913) České muzeum výtvarných umění v Praze, nyní GASK
- Kristus dobrý pastýř (1913)
- Luna s konvalinkami (1913)
- Biblická krajina (1913)
- Diana (1913)
- Jitro (1913)
- Hlava (1913) Oblastní galerie Liberec
- Magdaléna (1914)
- Milosrdný Samaritán I (1914)
- Snoubenci (1915) – pastel podle kresby z roku 1911
- Dáma se závojem (1915)
- Dáma v lóži (1915)
- Utrpení (1916)
- Kleopatra II (1919) – kresba uhlem
- Melancholie II (1920)
- Kleopatra II (1923) – olej podle kresby uhlem z roku 1919
- Kavárna (1923)
- Žebračka (1923)
- Krucemburk (1923)
- Krajina s mostem (1923)
- Lom (1923)
- Vadínská pazderna (1923)
- Ilustrace Máchova Máje (1924)
- Camaret (1926) (Ve sbírkách ČMVU)
- Kostel v Camaretu (1927)
- Ilustrace Erbeovy Kytice (1928)
- Veles (1929)
- Île de Sein (1930)
- Ostravice s haldami (1933)
- Ostravské haldy (1933)
- Strusky na Ostravici (1933)
- Cesta (1933)
- Loretánské náměstí (1934)
- motivy z Locranonu (1934–1938)
- motivy vesnice ze svého dětství (1939–1942)
  - Krucemburk, Kaplička v Babicích, Dvůr v Kácově, Ulička v Kaslicích, Žďár na Moravě
- Kleopatra I (1940) – olej podle kresby z roku 1912
- Zvěstování (1942)
- Kleopatra II (1942–1946) – olej na plátně podle kresby z roku 1919
- Kleopatra II (1942–1957) – olej na desce podle kresby z roku 1919, zlacené lóže, palmy, pyramidy, měsíc v podkladu
- Sedící dívka (1945)
- Královna moří (1948–1950)

## Galerie

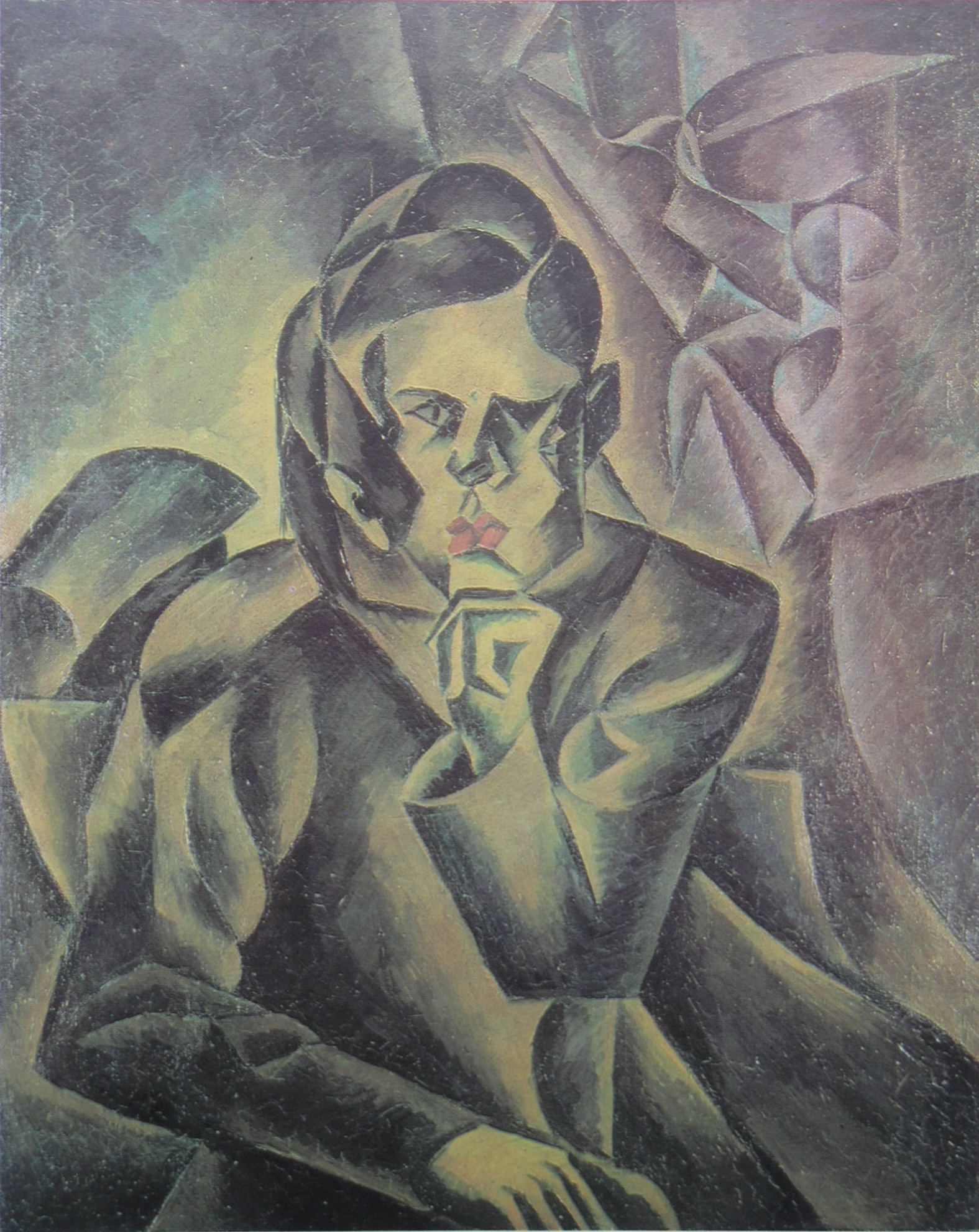
Podobizna Jana Zrzavého (Bohumil Kubišta, 1912)
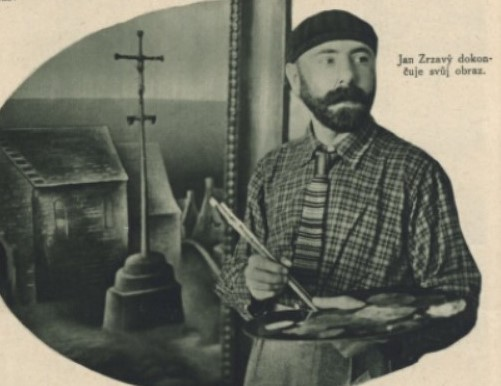
Jan Zrzavý, 1927 Pestrý týden
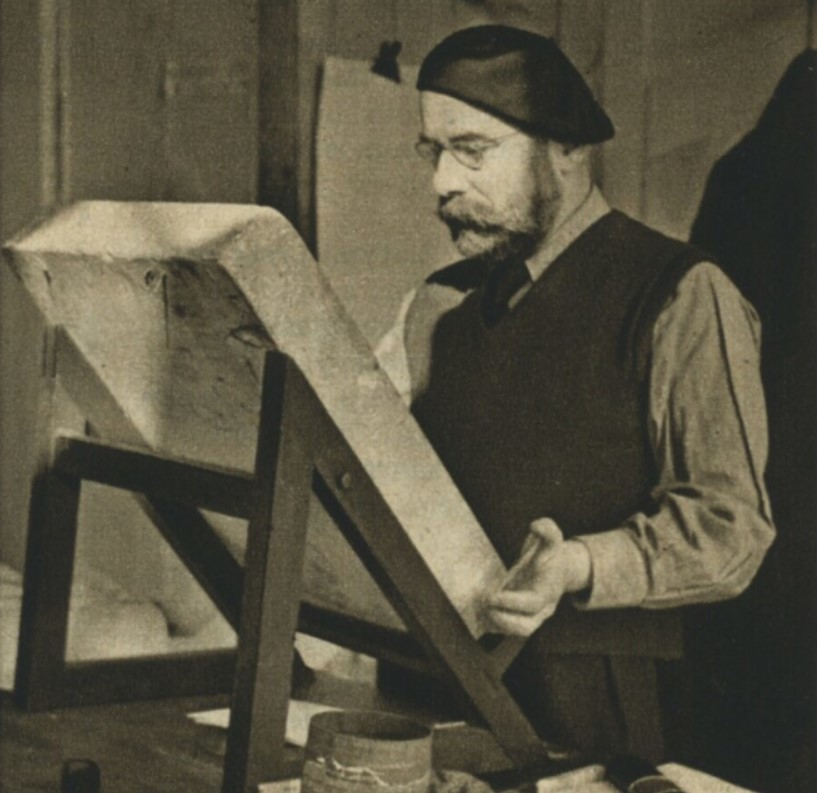
Jan Zrzavý, 1941 Pestrý týden
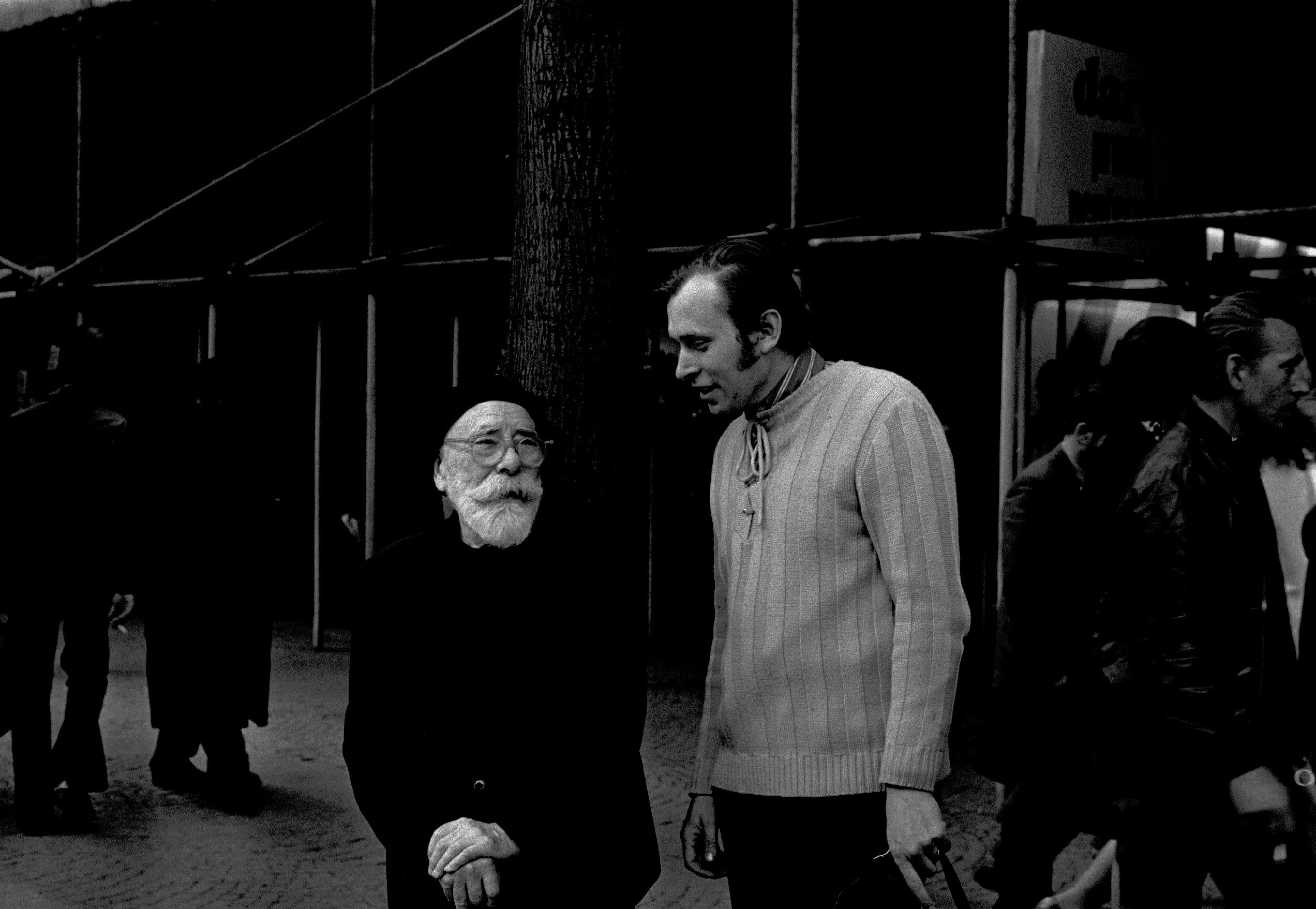
Jan Zrzavý a Vladimír Vojíř (60. léta 20. století)
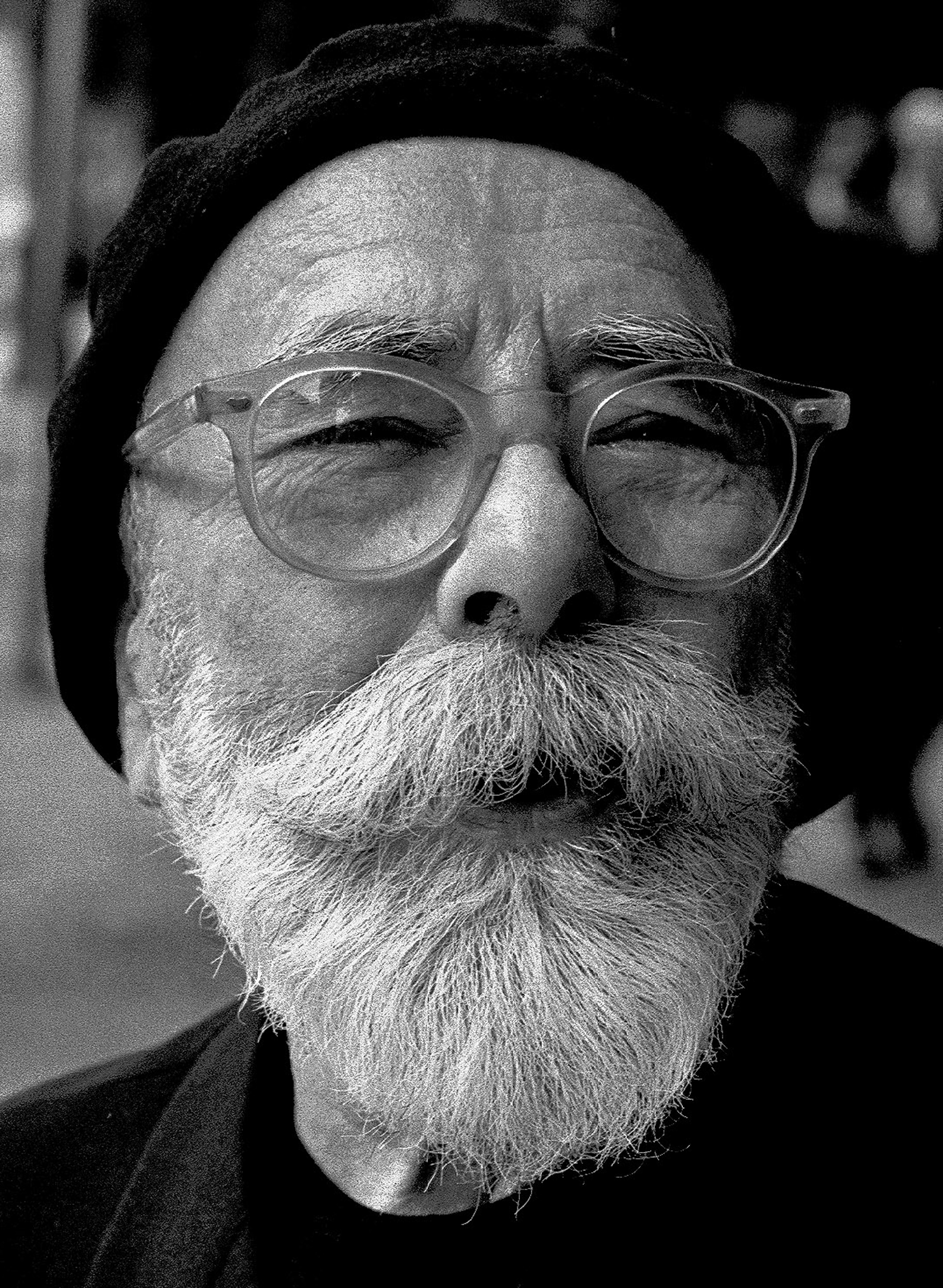
Jan Zrzavý, foto Vladimír Vojíř (60. léta 20. století)

### Citát
| „                  | A mohu mluvit o štěstí, že mi bylo dopřáno sledovat, a někdy i zblízka, Vaši práci od prvních začátků, kdy jste poprvé svými obrazy předstoupil před veřejnost. Byli jsme tenkrát ještě mladí, bylo nám něco přes dvacet let, ale zaujal jste nás naráz. Bylo to jako zjevení. A přinášelo nám veliké poselství ze světa, kam jsme měli právě namířeno. | “ |
| — Jaroslav Seifert | |   |